# Cabozoa
Los cabozoos (Cabozoa) son un grupo de Eukarya propuesto por Cavalier-Smith para agrupar a Rhizaria y Excavata, sin embargo en la actualidad se considera que no constituye un clado (Burki 2007 y 2014, Adl et al. 2012, Cavalier-Smith 2010) y ya no se usa en las clasificaciones. Ambos grupos, Excavata y Rhizaria, contienen clorofilas a y b, por lo que se supone que adquirieron los cloroplastos mediante la ingestión y endosimbiosis de un alga verde. Este proceso de endosimbiosis secundaria (mezcla de dos células eucariotas) se refleja en la topología más compleja de las membranas que rodean a los cloroplastos.